# 小維斯托羅普
50°37′59″N 34°48′21″E / 50.63306°N 34.80583°E
小維斯托羅普（烏克蘭語：Малий Вистороп）是位於烏克蘭東北部的村莊，由蘇梅州蘇梅區的萊貝丁市鎮負責管轄。該村處於列甘河畔，距離大維斯托羅普1.5公里，海拔高度153米，2001年人口1,443。